# Chaka Traorè
Chaka Traorè (Abengourou, 23 december 2004) is een Ivoriaans voetballer die sinds 2021 onder contract ligt bij AC Milan.

## Carrière
Traorè genoot zijn jeugdopleiding bij Parma Calcio 1913. Op 21 januari 2021 maakte hij er zijn officiële debuut in het eerste elftal: in de bekerwedstrijd tegen SS Lazio (2-1-verlies) liet trainer Roberto D'Aversa hem in de slotfase invallen voor Mattia Sprocati. Traorè mocht dat seizoen in de Serie A ook invallen tegen AC Milan, SS Lazio en UC Sampdoria – weliswaar telkens slechts een handvol minuten. Toen hij op 10 april 2021 inviel tegen AC Milan, werd hij de eerste speler geboren in 2004 die speelminuten vergaarde in de Serie A.
Eind augustus 2021 maakte hij de overstap naar AC Milan, dat hem aanvankelijk opnam in zijn jeugdopleiding. Met de overgang was zo'n 600.000 euro plus bonussen gemoeid.

## Trivia
- Lijst van spelers van Parma FC

2 Calabria  ·
4 Bennacer ·
7 Giménez ·
8 Loftus-Cheek ·
9 Jović ·
10 Leão ·
11 Pulisic ·
14 Reijnders ·
16 Maignan ·
17 Okafor ·
18 Zeroli ·
19 Hernández ·
20 Jiménez ·
21 Chukwueze ·
22 Emerson ·
23 Tomori ·
24 Florenzi ·
28 Thiaw ·
29 Fofana ·
31 Pavlović ·
42 Terracciano ·
46 Gabbia ·
57 Sportiello ·
80 Musah ·
90 Abraham ·
96 Torriani ·
Coach: Fonseca
· Assistent-coach: Ferreira